# گرد و غبار (فیلم ۱۹۸۵)
«گرد و غبار» (انگلیسی: Dust (1985 film)) فیلمی در ژانر درام است که در سال ۱۹۸۵ منتشر شد. از بازیگران آن می‌توان به جین برکین و تروور هاوارد اشاره کرد.